# Pimelea lyallii
Pimelea lyallii är en tibastväxtart som beskrevs av Joseph Dalton Hooker. Pimelea lyallii ingår i släktet Pimelea och familjen tibastväxter. Inga underarter finns listade i Catalogue of Life.